# Ивановский сельсовет (Нижегородская область)
Ивановский сельсове́т — сельское поселение в составе Дивеевского района Нижегородской области. Административный центр — село Ивановское.

## История
Статус и границы сельского поселения установлены Законом Нижегородской области от 15 июня 2004 года № 60-З «О наделении муниципальных образований - городов, рабочих посёлков и сельсоветов Нижегородской области статусом городского, сельского поселения».

## Население
| 2002  | 2010  | 2012  | 2013  | 2014  | 2015  | 2016  |
| ----- | ----- | ----- | ----- | ----- | ----- | ----- |
| 1838  | ↘1611 | ↘1590 | ↘1568 | ↘1537 | ↘1495 | ↘1467 |
| 2017  | 2018  | 2019  | 2020  |       |       |       |
| ↘1441 | ↘1385 | ↘1346 | ↘1300 |       |       |       |

## Состав сельского поселения
| №  | Населённый пункт | Тип населённого пункта       | Население |
| -- | ---------------- | ---------------------------- | --------- |
| 1  | Березино         | село                         | ↘77       |
| 2  | Ивановское       | село, административный центр | ↘509      |
| 3  | Конново          | село                         | ↘451      |
| 4  | Липовка          | деревня                      | ↘73       |
| 5  | Силино           | деревня                      | →0        |
| 6  | Смирново         | село                         | ↘245      |
| 7  | Стуклово         | село                         | ↘219      |
| 8  | Сыресево         | село                         | ↘19       |
| 9  | Темяшево         | деревня                      | ↘4        |
| 10 | Шахаево          | деревня                      | ↘14       |